# Edgar Ley
Pour les articles homonymes, voir Ley (homonymie).
Edgar Ley, né  en 1917 à Pékin (Chine) et mort le 20 décembre 2003 en Belgique, est un illustrateur et auteur de bande dessinée belge francophone. Il a aussi utilisé le pseudonyme Garley. 

## Biographie
Edgar Ley naît en 1917 à Pékin. Il est issu d'une famille recomposée avec un parent wallon et l'autre néerlandais. 

### Formation et début de carrière
Il se forme artistiquement à l'Académie des beaux-arts de Bruxelles. Il est ami avec Jacques Laudy. Ensuite, il commence une carrière comme illustrateur et graveur.

### Dans la presse francophone
Peu après la Seconde Guerre mondiale, il s'oriente vers la presse populaire et il publie ses premières bandes dessinées dans Feu de camp — hebdomadaire, organe de la Croisade eucharistique et de la Fédération des Cadets — avec la série Éric, premier cadet qu'il publie sous le pseudonyme composé de la seconde syllabe de son prénom et de son nom : Garley du no 7 (1946) au no 16 (2 février 1947). Il s'agit d'une bande dessinée de type conventionnel réalisée pour des raisons alimentaires. Elle met en scène Éric qui en visitant le port d'Anvers est témoin d'un incident de manutention à bord du Sphynx. Sa curiosité sera soldée par un enfermement après avoir découvert que le navire se livre au trafic d'armes. Délivré, il accompagne William, agent anglais chargé de couler un submersible de mèche le bâtiment, aux commandes de son avion en Argentine.  
Mais, il va surtout travailler pour Weekend. 
Il publie le récit Les Poulets de Pieter Vuyst dans L'Aiglon, une publication parrainée par la chocolaterie éponyme de Verviers en 1949 sous la houlette de Bizuth.

### Les récits historiques pourDe Kleine Zondagsvriend
Parallèlement, il se retrouve à l'Uitgeverij De Vlijt (nl), celle de la Gazet van Antwerpen, et De Kleine Zondagsvriend pour lequel il dessine de nombreuses bandes dessinées.
L'historien de la bande dessinée Frans Lambeau souligne la singularité de voir un francophone se faire publier dans la presse flamande.
Fin 1949 au début de 1950, il écrit et dessine les aventures de Carausius, un Ménapien du IIIe siècle apr. J.-C.. qui réussit à devenir pendant un certain temps empereur d'une partie de l'Empire romain : la Bretagne. Le sous-titre est donc « Le César flamand ».
En 1951, il enchaîne avec Dirk : De held van Brugge [« Dirk : Le héros de Bruges »], un récit historique mettant en scène le personnage de Dirk Kuypers aux prises avec l'occupant espagnol en 1594, où il mène la résistance dans la ville de Bruges pour le même périodique. Selon le site d'information stripinfo.be : « Les deux personnages ont désormais disparu des livres d’histoire, [...]. Mais dans un certain sens, ils peuvent tous deux être considérés comme des nationalistes flamands avant la lettre. Un fait encore remarquable si peu de temps après la Seconde Guerre mondiale, et en pleine question royale. ». En 2016, Uitgeverij Bonte (nl) édite ces deux récits en album cartonné couleur et selon le chroniqueur l'ouvrage doit être considéré pour la manière dont les bandes dessinées ont été réalisées au lendemain de la Seconde Guerre mondiale, en dehors des grandes écoles de Marcinelle d'une part et de la ligne claire d'Hergé d'autre part.

### FrankdansLe Peuple

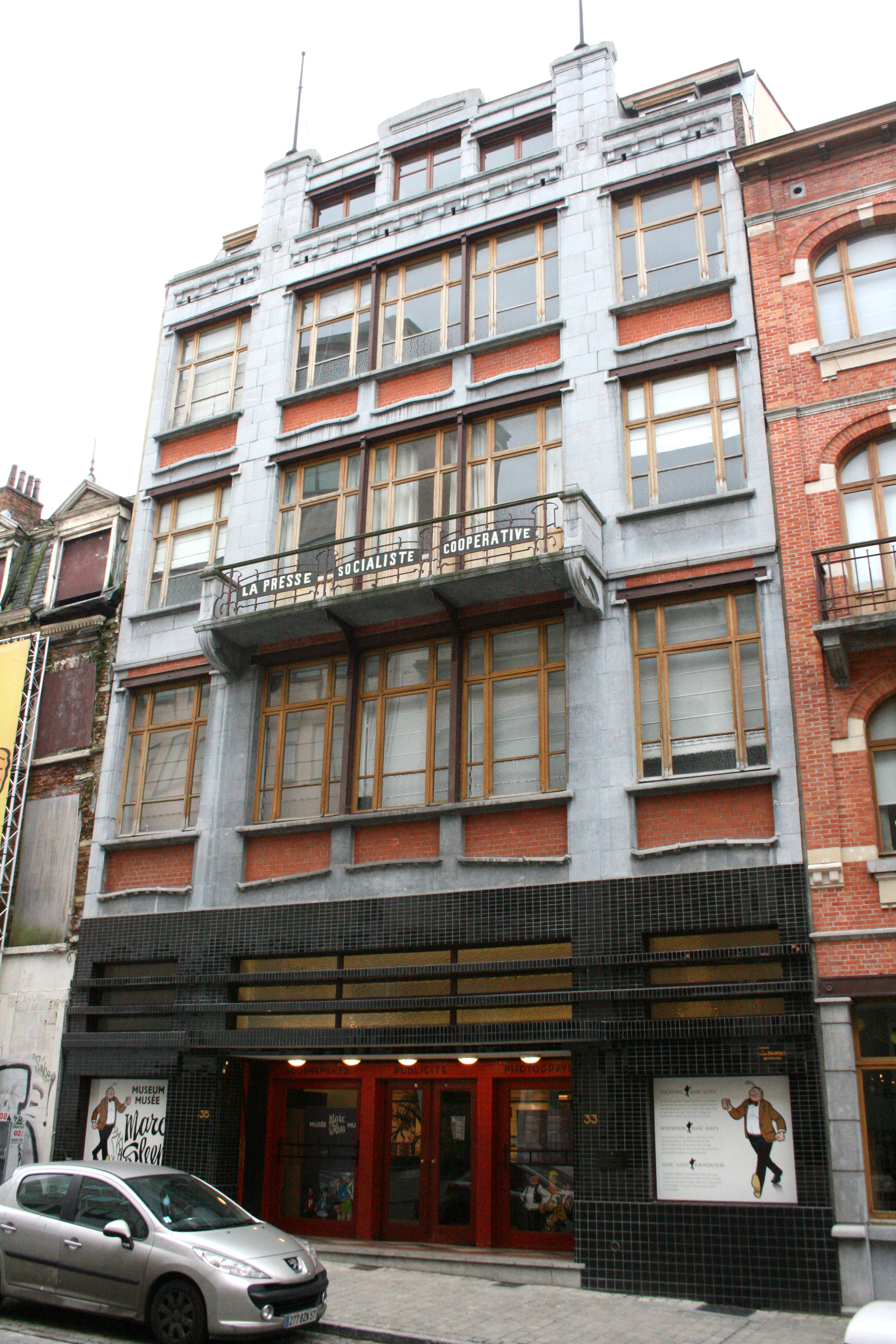
Ancien siège du journal Le Peuple, rue des sables en face du Musée de la BD

Il crée la série d'aventures Frank pour Le Peuple, un quotidien socialiste bruxellois. Elle se distingue en mettant en scène, un aventurier marié avec enfant.
Il s'agit d'aventures exotiques (chez les Mayas pour le tome 2) qui sont d'abord publiées quotidiennement en bandes horizontales dans le journal Le Peuple entre 1951 et 1955. De longueurs inégales, 12 épisodes de type spinalien sont ainsi créés, les trois premiers seulement sont recueillis en albums, à raison de deux strips par page en format à l'italienne. Un quatrième album est annoncé : Le Sabre magyar mais jamais publié.
Les trois premiers épisodes sont publiés en replacement dans le journal québécois Le Soleil de 1956 à 1957. Le second volet est réédité en fac-similé par les Éditions Pressibus en 2000.
La série compte 952 strips. Selon l'historien Frans Lambeau, épaulé par Thierry Lecloux : « Il se fera connaître avec cette longue série d'aventures au ton adulte, étonnamment moderne, élégante... et où affleure une sensualité troublante. »

### Les bandes verticales pourLe Soir
Par après, il travaille pour Le Soir illustré ou Le Soir où il réalise des dizaines de bandes verticales à contenu historique, notamment sur Borgia, Cléopâtre, Jeanne de Flandre ou encore Jules César.
Il quitte le monde de la bande dessinée à la fin des années 1950.
Il meurt le 20 décembre 2003 en Belgique.

## Œuvres

### Albums de bande dessinée

#### Frank
- 1. Prisonnier des écumeurs des mers[9], Les Éditions du Peuple, Bruxelles, s.d. (1951 ?)
Scénario et dessin : Edgar Ley - Couleurs : noir et blanc,format à l'italienne, 21,5 × 27,5 cm. Imprimé par Impricoop à Cuesmes.
- 2. L'Empire du Regard vert[16], Les Éditions du Peuple, Bruxelles, s.d. (1951 ?)
Scénario et dessin : Edgar Ley - Couleurs : noir et blanc,format à l'italienne, 21,5 × 27,5 cm, réédition en fac-similé en 2000 aux Éditions Pressibus[13], contient un dossier de présentation de 10 pages réalisé par Danny De Laet.
- 3. Sur la piste des hidalgos[17], Les Éditions du Peuple, Bruxelles, s.d. (1952 ?)
Scénario et dessin : Edgar Ley - Couleurs : noir et blanc,format à l'italienne, 21,5 × 27,5 cm. Annonce de l'épisode Le Sabre magyar[10].

### Albums de bande dessinée en néerlandais
- Carausius - De Vlaamse Caesar[18], Uitgeverij Bonte, Bruges, 2016
Scénario et dessin : Edgar Ley - Couleurs : quadrichromie,Préface : Wouter Dhaeze, contient : Dirk : De held van Brugge [« Dirk : Le héros de Bruges »], 48 p., tirage à 300 exemplaires.

### Illustrations
- Henry Soumagne et Edgar Ley (ill.), Pour ou contre : la gazette des palais, 1935-1936, Bruxelles, Éditions Larcier, 1937, 281 p. (OCLC 901257102).
- Edgar Ley (photogr. Gus Poncin), Union minière du Haut Katanga[19],[20] : monographie 1964, Bruxelles, Vanypeco, 1964, 83 p., ill. ; 21,5 cm.

### Journaux
| Numéro | Titre                            | Début            | Fin              | Dernière bande |
| ------ | -------------------------------- | ---------------- | ---------------- | -------------- |
| 1.     | Prisonnier des écumeurs des mers | 6 février 1951   | 16 mai 1951      | 68             |
| 2.     | L'Empire du Regard vert          | 17 mai 1951      | 2 octobre 1951   | 165            |
| 3.     | Sur la piste des hidalgos        | 3 octobre 1951   | 19 février 1952  | 261            |
| 4.     | Le Sabre magyar                  | 20 février 1952  | 11 juillet 1952  | 359            |
| 5.     | Au pouvoir du cheikh             | 12 juillet 1952  | 23 octobre 1952  | 431            |
| 6.     | Le Secret de Lord Douglas        | 24 octobre 1952  | 25 février 1953  | 1-87           |
| 7.     | Le Rapt de Tibor                 | 26 février 1953  | juin 1953        | 1-88 ( ? ).    |
| 8.     | Batouchka                        | 1er juillet 1953 | 17 octobre 1953  | 1-78           |
| 9.     | Sous l'icône rouge               | 20 octobre 1953  | 3 février 1954   | 1-73           |
| 10.    | Khimur le Mongol                 | 4 février 1954   | 14 mai 1954      | 1-72           |
| 11.    | Le Fou de la Bastille            | 10 août 1954     | 23 novembre 1954 | 1-75           |
| 12.    | Faucon noir                      | 24 novembre 1954 | 1er février 1955 | 1-48           |

| Numéro | Titre                            | Début            | Fin              | hebdomadaire |
| ------ | -------------------------------- | ---------------- | ---------------- | ------------ |
| 1.     | Prisonnier des écumeurs des mers | 25 mars 1956     | 26 août 1956     | 23 planches  |
| 2.     | L'Empire du Regard vert          | 2 septembre 1956 | 14 avril 1957    | 33 planches  |
| 3.     | Sur la piste des hidalgos        | 21 avril 1957    | 24 novembre 1957 | 32 planches  |

#### Livres
: document utilisé comme source pour la rédaction de cet article.
- Frans Lambeau, « Ley, Edgar (dit Garley) », dans Dictionnaire illustré de la bande dessinée belge : de la libération aux fifties (1945-1950), Liège, Les Éditions de la Province de Liège, 2016, 327 p., ill. ; 27 cm (ISBN 9782390100294 et 2390100295, OCLC 949771202, présentation en ligne), p. 177.
- Philippe Mellot, Michel Denni, Laurent Turpin et Isabelle Morzadec, Trésors de la bande dessinée : BDM 2023-2024 - Catalogue encyclopédique et Argus, Paris, Les Arènes, novembre 2022, 23e éd., 1677 p., ill. ; 23 cm (ISBN 9791037507280, OCLC 1351462460, présentation en ligne), p. 513. .